# Simply Believe
«Simply Believe» (укр. «Просто вір») — чотирнадцятий студійний альбом валлійської співачки Бонні Тайлер, випущений 13 квітня 2004 року лейблом «Yanis Records».
Альбом містить два сингли, які є французькими дуетами зі співачкою Карін Антонн, вони є версіями раніше опубліковних хітів Тайлер. Вісім треків альбому також увійшли до мініальбому «Bonnie Tyler» 2005 року, випущеному компанією звукозапису Тайлер «Stick Music». Критика сприйняла «Simply Believe» здебільшого позитивно, альбом був розцінений як «повернення» Тайлер.

## Передумови
Після виходу 2003 року «Heart Strings», Тайлер почала працювати над створенням нового альбому. Поки Тайлер будувала плани щодо нового альбому, французька співачка Карін Антонн написала їй листа з пропозицією записати з нею у дуеті двомовну версію пісні «Total Eclipse Of The Heart». Спочатку Тайлер вагалася і запросила демо-запис пісні, виконаний Антонн французькою мовою. Під враженням від почутого, вона погодилася і полетіла до Парижа, щоб записати пісню, яка отримала назву «Si demain... (Turn Around)». Пізніше вони записали нову версію «It's a Heartache» у тому ж форматі, під назвою «Si tout s'arrête (It' a Heartache)».
Альбом «Simply Believe» містить лише шість оригінальних пісень. Тайлер записала нові версії «Holding Out for a Hero», «Here She Comes», «If You Were a Woman (And I Was a Man)», а також двох треків з її альбому «Free Spirit» 1995 року («All Night to Know You» і «Driving Me Wild»).

## Просування

### Сингли
Головний сингл «Si demain... (Turn Around)» вийшов задовго до виходу альбому, у зв'язку з великим попитом на нього у публіки. Тайлер пояснила «BBC News», що сингл вийшов навіть на три тижні раніше, ніж планувалося, «після того, як люди почули його по радіо і пішли до магазинів, намагаючись купити його». «Si demain... (Turn Around)» вийшов у Франції 22 грудня 2003 року, де досяг першого місця у чарті, і залишався там протягом десяти тижнів поспіль, ставши четвертим найпродаваним синглом того року у цій країні. В результаті цього Тайлер стала рекордсменом за найдовшим розривом у часі між потраплянням синглів у десятку найкращих французького чарту. Минуло 18 років між випуском її хіта «If You Were a Woman (and I Was A Man)», який досяг шостої позиції у чарті 1986 року, і випуском «Si demain… (Turn Around)».
Після успіху головного синглу 13 квітня 2004 року вийшов сам альбом. Другий дует Тайлер та Антонн, у вигляді синглу «Si tout s'arrête (It' a Heartache)», вийшов 7 червня 2004 року як продовження їхнього першого релізу. Невдовзі він посів 12 місце у французькому чарті синглів.

## Трек-лист
| #     | Назва                                   | Автор                          | Тривалість |
| ----- | --------------------------------------- | ------------------------------ | ---------- |
| 1.    | «Si demain... (Turn Around)»            | Джим Стейнмен, Емануелль Прібі | 3:50       |
| 2.    | «Simply Believe»                        | Бонні Тайлер, Джон Стейдж      | 4:44       |
| 3.    | «Si tout s'arrête (It's a Heartache)»   | Ронні Скотт, Стів Вулф         | 3:24       |
| 4.    | «Holding Out for a Hero»                | Джим Стейнмен                  | 3:56       |
| 5.    | «Back in My Arms»                       | Стюарт Емерсон                 | 4:29       |
| 6.    | «Open Your Eyes»                        | Бонні Тайлер, Джон Стейдж      | 4:20       |
| 7.    | «Here She Comes»                        | Джорджо Мородер                | 3:16       |
| 8.    | «Nobody Better»                         | Стюарт Емерсон                 | 4:08       |
| 9.    | «If You Were a Woman (And I Was a Man)» | Десмонд Чайлд                  | 3:59       |
| 10.   | «When I Close My Eyes»                  | Стюарт Емерсон                 | 4:26       |
| 11.   | «It's in the Back of My Mind»           | Стюарт Емерсон                 | 4:47       |
| 12.   | «I Want You»                            | Бонні Тайлер, Джон Стейдж      | 3:57       |
| 13.   | «Darlin'»                               | Оскар Стюарт Блендемер         | 3:24       |
| 14.   | «All Night to Know You»                 | Стюарт Емерсон                 | 5:22       |
| 15.   | «Driving Me Wild»                       | Стюарт Емерсон                 | 4:41       |
| 59:23 |                                         |                                |            |

## Оцінки критиків
У своїй рецензії на сайті «AllMusic» Роб Текстон оцінив альбом на три з половиною зірки. Він зазначив, що Тайлер «все ще в чудовій формі через два десятиліття (після її музичного розквіту)» і що «Simply Believe» має «задовольнити затятих шанувальників».

## Чарти
| Чарт (2004)                                  | Позиція |
| -------------------------------------------- | ------- |
| Бельгія Belgian Albums (Ultratop Flanders)   | 25      |
| Франція French Albums (SNEP)                 | 18      |
| Швейцарія Swiss Albums (Schweizer Hitparade) | 35      |

| Чарт (2004)                  | Позиція |
| ---------------------------- | ------- |
| Франція French Albums (SNEP) | 177     |

## Учасники запису
Інформація вказана згідно сайту «AllMusic»:
Музиканти
- Бонні Тайлер — головний вокал
- Фредерік Ендрюс — клавішні, орган, програмування
- Олівер Фокс — клавішні
- Бенуа Сурі — орган
- Джон Стейдж — клавішні, бас, бек-вокал
- Себастьян Ерто — гітара
- Каміль Рустам — гітари
- Том Бокс — ударні
- Гійом Дюваль — гармошка
- Карін Антонн — головний вокал (1, 3), бек-вокал
- Бетані Бішоп — бек-вокал
- Мелані Дюкре — бек-вокал
- Флоріан Годебу — бек-вокал
- Дельфін Гурі — бек-вокал
- Фанні Льядо — бек-вокал
- Жан-Ніколя Сомбрун — бек-вокал

Технічний персонал
- Лінда Рамдейн — виконавчий продюсер
- Фауз Баркаті — продюсер
- Крем Баркаті — продюсер
- Уоллід Баркаті — продюсер
- Жан Ласен — інженер
- Бертран Леве — фотографія
- Паскаль Ратте — фотографія
- Ніколя Сотьєз — фотографія